# Torweaving Hill
Torweaving Hill är en kulle i Storbritannien.   Den ligger i kommunen West Lothian och riksdelen Skottland, i den centrala delen av landet, 500 km norr om huvudstaden London. Toppen på Torweaving Hill är 403 meter över havet.
Terrängen runt Torweaving Hill är kuperad österut, men västerut är den platt.Runt Torweaving Hill är det ganska glesbefolkat, med 22 invånare per kvadratkilometer. Närmaste större samhälle är Livingston, 12,0 km norr om Torweaving Hill. Trakten runt Torweaving Hill består i huvudsak av gräsmarker.